# Android Studio
Android Studio là môi trường phát triển tích hợp (IDE) chính thức dành cho phát triển nền tảng Android.
Nó được ra mắt vào ngày 16 tháng 5 năm 2013 tại hội nghị Google I/O. Android Studio được phát hành miễn phí theo giấy phép Apache Licence 2.0.
Android Studio ở giai đoạn truy cập xem trước sớm bắt đầu từ phiên bản 0.1 vào tháng 5.2013, sau đó bước vào giai đoạn beta từ phiên bản 0.8 được phát hành vào tháng 6 năm 2014. Phiên bản ổn định đầu tiên được ra mắt vào tháng 12 năm 2014, bắt đầu từ phiên bản 1.0.
Dựa trên phần mềm IntelliJ IDEA của JetBrains, Android Studio được thiết kế đặc biệt để phát triển ứng dụng Android. Nó hỗ trợ các hệ điều hành Windows, Mac OS X và Linux, và là IDE chính thức của Google để phát triển ứng dụng Android gốc để thay thế cho Android Development Tools (ADT) dựa trên Eclipse.